# 21. век
21. век је тренутни век нове ере у складу са Грегоријанским календаром. Почео је 1. јануара 2001. године, а завршиће се 31. децембра 2100. То је први век 3. миленијума. Разликује се од века познатог као 2000-их година, који је почео 1. јануара 2000. године, а завршава се 31. децембра 2099. године.

## Друштво и политика
- 11. септембра 2001. године - Велики терористички напад у Њујорку.
- 2001–2021. - Англо-амерички рат против Авганистана.
- 2003–2011. — Англо-амерички рат против Ирака.
- јул-август 2006. године - Израелски рат против Хезболаха (Либан).
- децембар 2008. - јануар 2009. године - Операција Ливено олово.
- 2019–2023 - Пандемија ковида 19.

## Економија
- Увођење Евра 2002.
- Глобализација
- Проширење Европске уније

## Природне катастрофе
- Цунами у Индијском океану 2004. 26. децембра је подземни земљотрес у Индијском океану довео до стварање великог цунамија, који је запљуснуо обалске појасеве у региону, и однео око 310.000 живота у Индонезији, Шри Ланки, Индији, Тајланду, и другим земљама региона.
- 2005, Ураган Катрина поплављује Њу Орлеанс, САД. Тренутни званични број жртава 1.836. Катрина је најскупља природна катастрофа у историји САД, са штетом од готово 75 милијарди долара.
- Земљотрес у Кашмиру 8. октобра, 2005, је однео око 87.350 живота у Индији и Пакистану.
- Земљотрес на Хаитију 2010., је однео између 90.000 и 250.000 живота.
- Поплаве у Пакистану 2010., је однело 1781 живот.
- Земљотрес у Тохоку 2011., однео преко 10.000 живота.

## Наука и технологија
- 2001 — данас - Sharp развија нову генерацију LCD телевизора — Aquos, који подржава и технологију слике високе дефиниције.
- 2006 — Sony пушта у продају конзолу PlayStation 3.
- 2007 — Apple представља смартфон iPhone.

### Астрономија
- 2012. - Феликс Баумгартнер, аустријски екстремни спортиста, скочио са 39  слободним падом, пробивши звучни зид.

## Српски културни простори

### Друштво и политика
- 4. фебруара 2003. основана државна заједница Србија и Црна Гора
- Атентат на премијера Зорана Ђинђића 12. марта 2003.
- 2006. након референдума о независности одржаног у Црној Гори, СЦГ престаје да постоји.
- 17. фебруара 2008. Скупштина Косова и Метохије једнострано прогласила независност покрајине од Србије.

### Личности
Види такође: космолошка доба, геолошки еони, геолошке ере, геолошка доба, геолошке епохе, развој човека, миленијуми, векови године, дани